# Paisagem fluvial

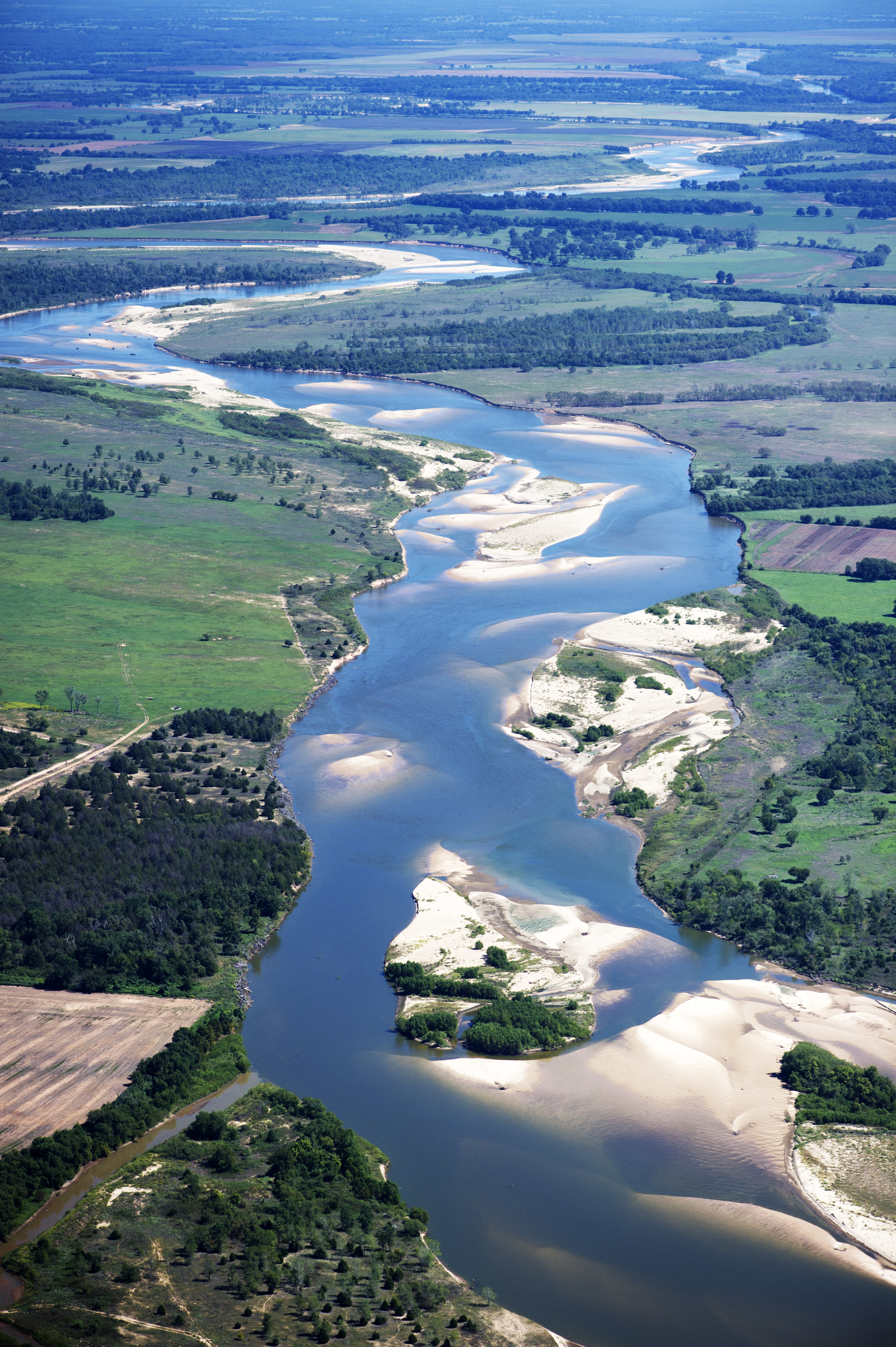
A paisagem fluvial do Rio Vermelho do Sul (Estados Unidos)

 Entende-se por paisagem fluvial, no âmbito da morfologia fluvial,  ao conjunto dinâmico e estreitamente interligado que conformam, o rio no vale fluvial e à bacia de drenagem.
Uma bacia de drenagem compreende toda a área da qual uma corrente e seus tributários recebem água e a cada tributário tem também sua própria área de drenagem, que faz parte da bacia maior. A cada corrente, ainda a canada mais pequena, tem sua própria bacia de drenagem, cuja forma difere de uma corrente a outra, mas com a forma característica de um quebra de água por cujo extremo estreito emerge a corrente principal.
Os rios são os principais agentes formadores da paisagem dependendo da litologia, as estruturas geológicas por onde escorrem e dos processos ativos e inativos presentes numa determinada região (erosão, transporte, depósito de sedimentos), vão conformando configurações diferentes de paisagens. As taxas de evolução dos processos que moldam a paisagem num sistema fluvial estão condicionadas pelo clima, as atividades humanas que geram ou impõem controles ao fluxo, e pelos controles estruturais (como a Subsidência, movimentos tectónicos) geradores de falhas, dobras, basculamentos, etc.

## Factores que afetam a paisagem fluvial
Existem fatores a nível de bacia, de vale e de leito, como são os geomorfológicos, geológicos, sismológicos, solo, uso e cobertura de solo, sedimentos, hidrológicos, hidráulicos, eco-sistémicos e o nível baseie, que afetam a estabilidade do leito.
- Geológicos. Os depósitos superficiais existentes e as classes de rochas com suas características de Meteorização, erosão, descontinuidades, rasgos topográficos e drenagem, influem sobre a paisagem fluvial.

São importantíssimo os contactos litológicos e as falhas geológicas existentes na bacia do rio pois podem induzir movimentos em massa das ladeiras que ao cair a um leito criam eventualmente represamentos do fluxo com consequências de magnitude imprevisível para águas abaixo
- Sísmicos. A sismicidade de uma zona considera-se um fator detonante que induz por exemplo movimentos em massa que podem chegar a afetar a dinâmica fluvial de um leito. É importante ter em conta aspetos como: dados históricos e instrumenta-lhes de localização e magnitude e frequência ou período de volta dos sismos.

- Solo. Aspetos como a permeabilidade, a textura, a estrutura e a suscetibilidade à erosão dos solos das zonas de vertente, são importantíssimas nos processos de quantificação do contribua de sedimentos e escorrência superficial e subsuperficial que estas zonas fazem aos rios.

Portanto, têm um papel protagónista na análise da dinâmica fluvial, já que influem não só nas condições hidrológicas sina também na morfologia do leito, bem seja direta ou indiretamente.
- Uso e cobertura do solo. O uso e cobertura do solo é o fator que mais facilmente dá conta do grau de intervenção entrópico sobre o médio e portanto, permite explicar alguns das mudanças que se apresentam nos rios.

A variação do uso e cobertura pode em algumas áreas favorecer os processos de inundação, degradação, agradação e mobilidade dos leitos e em outras, pro pender pela recuperação de áreas degradadas. No entanto, a revegetação de antigos leitos ou mãe velhas, o secamento de planícies de inundação ou a consolidação de centros povoados em áreas de antiga divagação de um rio, podem chegar a gerar um problema já que para uma crescente extrema o rio procura recuperar suas antigas formas.
Um solo com uma cobertura apropriada, conforme com sua potencialidade e que regule processos de movimentos em massa, minimiza a suscetibilidade ao deslizamento em algumas zonas; enquanto um área com conflito de uso de solo aumenta a suscetibilidade a que num rio se possam apresentar represamentos por deslizamentos de terrenos alagados ao rio.
- Geomorfológicos. As mudanças geomorfológicos no rio estão associados a processos de degradação lateral, degradação vertical e a agradação do leito no tempo. Também devem se incluir processos que têm lugar em curto prazo como são as variações das margens e o fundo do leito, sócias usualmente com crescentes e as inundações por ela causadas.

Os rios são os principais agentes formadores da paisagem dependendo das unidades litológicas, as estruturas geológicas por onde discorrem e dos processos morfológicos ativos e inativos presentes numa determinada região.  As taxas de evolução dos processos que moldam a paisagem num sistema fluvial estão condicionadas pelo clima, as atividades humanas que geram ou impõem controles ao fluxo e pelos controles geológicos (unidades litológicas) e estruturais (falhas, dobras).
O estudo das formas do sistema fluvial é indispensável para conhecer e identificar os controles naturais que oferece a bacia ao passo de uma crescente. Ditos controles podem ter um carácter permanente como por exemplo os terraços aluviares (planícies de inundação abandonadas) ou podem ter um carácter transitório como são os complexos de orilhares, os quais podem ser modificados com o passo de uma crescente extrema.
Pelo anterior, é de soma importância, distinguir os leitos de planícies dos leitos de montanha, para identificar os controles ao fluxo bem sejam naturais (litológicos e estruturais) como entrópico (presas, pontes, diques artificiais e obras de infraestrutura na planície).
- Sedimentos. As características do material que transporta uma corrente estão associadas com a configuração geológica da bacia de drenagem. Os leitos são usualmente suscetíveis de ser degradados, ao apresentar-se um desequilíbrio entre a capacidade de transporte de sedimentos e o fornecimento dos mesmos, alterando a geometria hidráulica da secção transversal.

Três classes de materiais distinguem-se num leito natural considerando unicamente a resistência que oferecem a ser transportados por uma corrente: materiais não coesivos ou granulares, materiais coesivos e rochas.
A interação entre o fluxo e o material granular aluvial tem sido mais amplamente estudada como é o caso mais frequente sócio com problemas na hidráulica de rios.
- Hidrológicos. Através de milhões de anos na história da Terra, os agentes erosivos têm estado trabalhando constantemente para reduzir as massas terrestres (montanhas) a nível dos mares pelo que os engenheiros hidráulicos costumam dizer que o trabalho de um rio consiste em transportar as montanhas para o mar. Destes agentes, o mais importante é o água que escarre na superfície. As correntes da Terra movem enormes quantidades de sedimentos através de seus vales às grandes bacias de assentamento para chegar finalmente aos mares.

A maioria dos rios vão ao mar, mas este não se enche, já que o água que corre em capas delgadas pelas pendentes e depois por ribeiros, correntes e rios, provem dos oceanos.
Ainda que, numa exceção, uma parte de água pode provir do interior da Terra e sair a superfície mediante erupções; mas uma vez ali, esta água também segue o padrão geral de movimento do água do mar à terra e vice-versa, o que se conhece com o nome de ciclo hidrológico.
Quando o água tem caído sobre a terra em forma de precipitação, segue um dos vários caminhos que integram o ciclo hidrológico. A maior parte se evapora voltando à atmosfera diretamente ou bem, é tomada pelas plantas e transpirada por elas ao ar. Uma pequena quantidade segue o caminho do escorrimento, isto é, o água que escorre pela superfície do terreno e outra parte ainda mais pequena do água, é absorvida pelo terreno através da infiltração. Tendo em conta os passos que segue no ciclo hidrológico, o água que cai em forma de precipitação, se pode expressar em termos da quantidade de escorrimento, como segue:
Escorrimento = precipitação - [infiltração + evaporação + transpiração]
Eventos extremos de precipitação podem ser detonantes de processos como movimentos em massa que ao afetar o leito de um rio alteram sua dinâmica fluvial. Ademais, chuvas extremas causam a crescida dos rios, de ali que um dos aspetos mais importantes num estudo de dinâmica fluvial é o desenho hidrológico mediante o qual se determinam os volumes que se podem apresentar no lugar de interesse com certa frequência. Neste caso, considera-se que as maiores transformações nos rios sucedem em condições de crescente, pelo que se dá maior importância à análise dos volumes máximos sócios a diferentes períodos de volta, que aos mínimos e meios.
- Hidráulicos. Os fatores hidráulicos envolvidos na estabilidade do caudal são numerosos e incluem magnitude e frequência das crescentes, velocidades do fluxo, níveis do água, gradiente hidráulico, formas de leito, transporte de sedimentos, resistência ao fluxo, tipo de fluxo, contrações ao fluxo, lixos e corpos flutuantes.

O estudo hidráulico está orientado à determinação de parâmetros de interesse à hora de avaliar os diferentes processos fluviais, estando entre os mais importantes as velocidades, os níveis de fluxo e o largo da superfície livre do fluxo associados a volumes para diferentes períodos de volta.
Processos de degradação e agradação acentuam-se durante crescentes, sendo necessário determinar as velocidades do fluxo para compará-las com velocidades críticas para início de transporte de sedimentos e ver que processo estar-se-ia a apresentar.
- Eco-sistémicos. Os fatores eco-sistémicos envolvem desde mudanças na bacia até estruturas que podem estar a afetar a dinâmica fluvial como represas, pontes, diques, obras de controle fluvial, etc.

- Nível de base da corrente.

## Nível de base da corrente
O nível baseie é o fator que controla o avanço de uma corrente, da juventude à velhice.
O nível base é um conceito base no estudo da atividade das correntes. Define-se como o ponto mais baixo ao qual essa corrente pode criar erosão em seu leito. Qualquer meio que evite à corrente rebaixar mais seu canal, serve para criar um nível-base. Por exemplo, a velocidade de uma corrente abranda-se quando entra às águas tranquilas de um lago. Aqui a corrente perde sua capacidade para erosão e não pode cortar por debaixo do nível do lago. :Em realidade, o controle do lago sobre a corrente é efetivo ao longo de todo o curso corrente acima, pois nenhuma parte do rio pode criar erosão baixo o nível do lago (ao menos enquanto o lago não seja destruído); mas em sentido geológico, todo o lago é temporário. Assim, quando o lago tenha sido destruído, quiçá pela escavação do terreno de sua água, já não controlará por mais tempo o nível-base da corrente e esta ficará em liberdade de continuar sua erosão para abaixo. Ao não ser permanente o nível-base formado por um lago, é considerado como um nível-base temporário.
Mas ainda que uma corrente tenha-se libertado de um nível-base temporário, será controlada por outros mais adiante, corrente abaixo; e sua força erosiva está sempre influída pelo oceano, que é o nível-base final. No entanto, o oceano mesmo está sujeito a mudanças de nível, de maneira que o último nível-base não está determinado totalmente.
O nível-base de uma corrente pode estar controlado não somente pelos lagos, sina também por capas de rocha resistente e pelo nível da corrente principal da qual é afluente um tributário.
Se por alguma razão o nível-base eleva-se ou desce, a corrente ajustará o nível de seu leito, para adaptar-se à nova situação. Por exemplo, ao construir uma presa e criar um lago ao longo de seu curso, eleva-se o nível-base de uma corrente. O nível do lago serve como um novo nível-base, e o gradiente da corrente acima da presa é agora menos pronunciado que originalmente. Como consequência, a velocidade da corrente se reduz, e já que esta não pode levar por mais tempo todo o material contribuído, começa a depositar sedimentos no ponto onde penetra ao lago. À medida que passa o tempo forma-se um novo leito do rio com aproximadamente a mesma pendente que o leito original, mas a um nível mais alto.
Se baixa-se o nível-base do rio, ao tirar a represa e consequentemente o lago, o rio poderá agora cortar os sedimentos que depositou quando ainda existia o lago. Em pouco tempo o perfil do canal será essencialmente o mesmo que antes de começar a modificar a corrente. Portanto, em geral, uma corrente ajusta-se por si mesma a uma elevação no nível-base formando seu canal mediante a sedimentação, e se ajusta a um descida no nível-base criando erosão do seu canal para abaixo.
Qualquer movimento significativo do nível baseie, já seja para acima ou para abaixo, interromperá o ciclo. Por exemplo, se o nível do mar desce ou os movimentos da corteja terrestre elevam e arqueia o terreno, a corrente começará a aprofundar sua leito e a ajustar seu perfil ao novo nível baseie. Então, um vale jovem em forma de V pode-se desenvolver dentro de um amplo vale maduro, estabelecendo um novo ciclo de erosão. Se o novo nível baseie permanece constante por um tempo suficientemente longo, toda a evidência do ciclo original desaparecerá e o vale passará da juventude à maturidade.
Se uma corrente madura tem atingido a etapa de formação de meandros e é levantada pelos movimentos terrestres, pode ser capaz de cortar seu leito até a rocha subjacente, numa série de meandros entrelaçados. Isto quer dizer que o novo vale será jovem, mas continuará seguindo o antigo padrão estabelecido pela corrente dantes de que tivesse lugar a mudança no nível base. Uma corrente pode rejuvenescer quando se vê forçada a começar um novo ciclo de erosão pela mudança de condições. As interrupções no ciclo de erosão podem produzir-se também de outras maneiras. Por exemplo, se o nível base sobe, o rio depositará sua carga numa tentativa de criar um novo perfil. Como resultado, um vale jovem pode chegar a se carregar de sedimentos e adotar algumas das características da idade senil. No entanto, tal vale não está estritamente dentro da etapa senil do ciclo de erosão, pois sua idade aparente fica no depósito de sedimentos mais que na erosão.